# Mariano García Zalba
Mariano García Zalba (Aoiz, Navarra, 26 de juliol de 1809 – Pamplona, 5 de febrer de 1869) va ser un organista i compositor navarrès.
Sent un nen, va formar part de la capella de música de la Catedral de Pamplona, a més d'estudiar composició amb Guelbenzu (pare). Anys més tard, va ser organista en la mateixa catedral. Va fundar una escola de música, que també dirigí, i on van estudiar músics destacats com Felipe Gorriti o Dámaso Zabalza, entre d'altres. Amb quaranta-sis anys va compondre les Vespres de Sant Fermí, que s'interpretaven tots els 6 de juliol a San Lorenzo després del popular «riau- riau», fins a 1950. Amb Joaquín Maya va fundar l'Orfeó de Pamplona el 1865.

## Obres
La seva obra està estesa per moltes catedrals d'Espanya, entre les quals destaquen:
- Misses
- 1 Miserere
- Salms
- 1 Magnificat
- 1 Lamentació
- Lecciones del Oficio de Difuntos